# Fanteria napoleonica
La fanteria napoleonica fu l'arma che nei ranghi della Grande Armée fu, spesso, la principale artefice delle vittorie e delle sconfitte di Napoleone, sopportando le maggiori difficoltà nei combattimenti.  

## Storia
Nella battaglia di Waterloo erano impegnati 90 Reggimenti di Fanteria di Linea e 15 Reggimenti di Fanteria Leggera. I successi delle vittorie della fanteria sono da attribuirsi principalmente agli schemi utilizzati in battaglia, al grande impeto dimostrato negli scontri, e soprattutto alla velocità di marcia che permetteva alle truppe di portarsi in battaglia, occupando rapidamente le migliori posizioni.

## Organizzazione
La fanteria napoleonica era suddivisa in due corpi principali: l’Infanterie de Ligne e la Infanterie Légère. Nel 1803 l'armata francese era composta da 90 Reggimenti di Fanteria di Linea e 26 Reggimenti di Fanteria Leggera. Tra il 1813 e il 1814 i Reggimenti di Fanteria di Linea erano diventati 137, mentre i Reggimenti di Fanteria Leggera 35. 

## Fanteria di Linea
La fanteria di linea costituiva la maggior parte della Grande Armée. Nel 1803, Napoleone aveva ripristinato la denominazione di Reggimento con un decreto del 24 settembre 1804, che sostituiva la precedente denominazione di demi-brigade
I reggimenti di linea variavano di dimensione durante il corso delle Guerre napoleoniche, ma il nucleo costitutivo della Fanteria di Linea era il Battaglione. Un Battaglione di Fanteria di Linea a pieni effettivi era formato da circa 840 uomini, ma normalmente un Battaglione avrebbe dovuto essere composto tra 400 e 600 uomini. Dal 1800 al 1803 un Battaglione di Fanteria di Linea era composto da 8 Compagnie di Fucilieri e 1 Compagnia di Granatieri. Dal 1804 al 1807 un Battaglione di Fanteria Linea era composto da 7 Compagnie di Fucilieri, 1 Compagnia di Granatieri e 1 Compagnia di Volteggiatori. Dal 1808 al 1815 un Battaglione di Fanteria Linea era composto da 4 Compagnie di Fucilieri, 1 Compagnia di Granatieri e 1 Compagnia di Volteggiatori.

### Fucilieri
I Fucilieri costituivano la maggioranza dei Battaglioni della Fanteria di Linea, considerati come le tipiche fanterie napoleoniche della Grande Armée. I Fucilieri erano armati con un Moschetto Charleville del 1777 e baionetta. L'addestramento dei Fucilieri conferiva molta enfasi alla velocità della marcia e alla resistenza in formazione, oltre che all'addestramento individuale mirante a creare ranghi compatti e chiusi. Questo tipo di addestramento dava un certo vantaggio alla Fanteria, rispetto alla maggioranza delle altre armate europee, in quanto privilegiava il movimento delle formazioni e la loro potenza di fuoco. Molte delle prime vittorie napoleoniche erano dovute all'abilità delle truppe francesi di coprire grandi distanze molto velocemente, sorprendendo spesso il nemico, le cui truppe generalmente non erano addestrate a lunghe marce e veloci spostamenti, e soprattutto a marciare lontano dai punti di rifornimento. Questa capacità dovuta, come detto, all'addestramento impartito alle truppe di Fanteria, ben si coniugava con le tattiche di aggiramento e di attacchi improvvisi, strategicamente congegnati da Napoleone, per il quale per altro, avere l'iniziativa era una priorità assoluta. Dal 1803, ciascun Battaglione comprendeva 8 Compagnie di Fucilieri, ciascuna formata da circa 120 uomini.
Nel 1805, una Compagnia di Fucilieri fu sciolta e ricostituita come Compagnia di "Volteggiatori". Nel 1808, Napoleone riorganizzò i Battaglioni di Fanteria portandoli da 9 a 6 Compagnie. Erano pertanto più grandi, e includevano 140 uomini, quattro delle quali erano costituite da Fucilieri, una da Granatieri e una da Volteggiatori.
I Fucilieri di Linea indossavano un cappello bicorno, finché questo fu sorpassato, nel 1807, dallo sciaccò. L'uniforme dei Fucilieri consisteva di pantaloni bianchi, un sottogiacca bianco e una giacca a coda di colore blu scuro con ampi baveri bianchi sul davanti chiusi con bottoni. La giacca sul davanti non copriva tutto il torso, ma solo la parte superiore, lasciando così esposto il sottogiacca bianco. Dietro invece la giacca era molto lunga con ampie code con risvolti bianchi bordati di rosso. La giacca era dotata inoltre un colletto con risvolti rossi e maniche arrotolate rosse o blu. Ogni fuciliere indossava un'ampia tracolla bianca, chiamata bandoliera, che reggeva la cartucciera o giberna: una scatola nera posta all'altezza dell'anca di pelle che conteneva le cartucce per il moschetto. Su questa tracolla, nella parte anteriore, veniva agganciata la baionetta. Ciascun Fuciliere indossava, sul proprio cappello, un pon-pon colorato. Dopo la riorganizzazione del 1808, la 1ª Compagnia era caratterizzata da un pon-pon verde scuro, la 2ª Compagnia, blu cielo, la 3ª Compagnia, arancione, e la 4ª Compagnia, violetto.

### Granatieri
I Granatieri rappresentavano l'élite della Fanteria di Linea, costituita dai veterani della Fanteria napoleonica. I nuovi battaglioni erano privi di una Compagnia di Granatieri; pertanto, Napoleone ordinò che dopo due campagne militari, alcuni dei più robusti, più coraggiosi e alti Fucilieri fossero promossi alla Compagnia Granatieri, in modo che il Battaglione di Linea che avesse preso parte almeno a due campagne avesse nei ranghi una Compagnia Granatieri.
Il regolamento dei Granatieri imponeva alle reclute di essere alti, i più robusti del Reggimento. I Granatieri inoltre, per regolamento portavano tutti i baffi. Oltre a questo, erano inizialmente equipaggiati con un bonnet à poil, o colbacco, con spalline rosse sulla giubba. Il nuovo regolamento del 1807 stabilì che i Granatieri sostituissero il proprio colbacco con uno sciaccò a linee rosse con un pennacchio rosso. Comunque, molti decisero di mantenere il proprio colbacco. Oltre al consueto Moschetto Charleville e baionetta del 1777, i Granatieri erano anche equipaggiati con una spada corta. Questa era utilizzata nei combattimenti ravvicinati, ma molto più spesso finì per essere utilizzata per tagliare la legna da ardere. Pertanto i granatieri si distinguevano dalla normale fanteria, oltre che dal copricapo, per una seconda tracolla, che serviva per reggere la spada e la baionetta, che, in queste truppe non era agganciata alla tracolla della cartucciera. Dalle spalline assenti nella fanteria di linea era considerata all'epoca come indicatore di truppe di elite.
Una Compagnia di Granatieri si trovava solitamente situata sul lato destro della formazione, tradizionalmente il posto d'onore. Durante una campagna, una Compagnia di Granatieri avrebbe potuto essere impiegata per formare un Battaglione di Granatieri o occasionalmente un reggimento o una brigata. Queste formazioni sarebbero state usate come forza d'urto o come avanguardie di più vaste formazioni.

### Volteggiatori

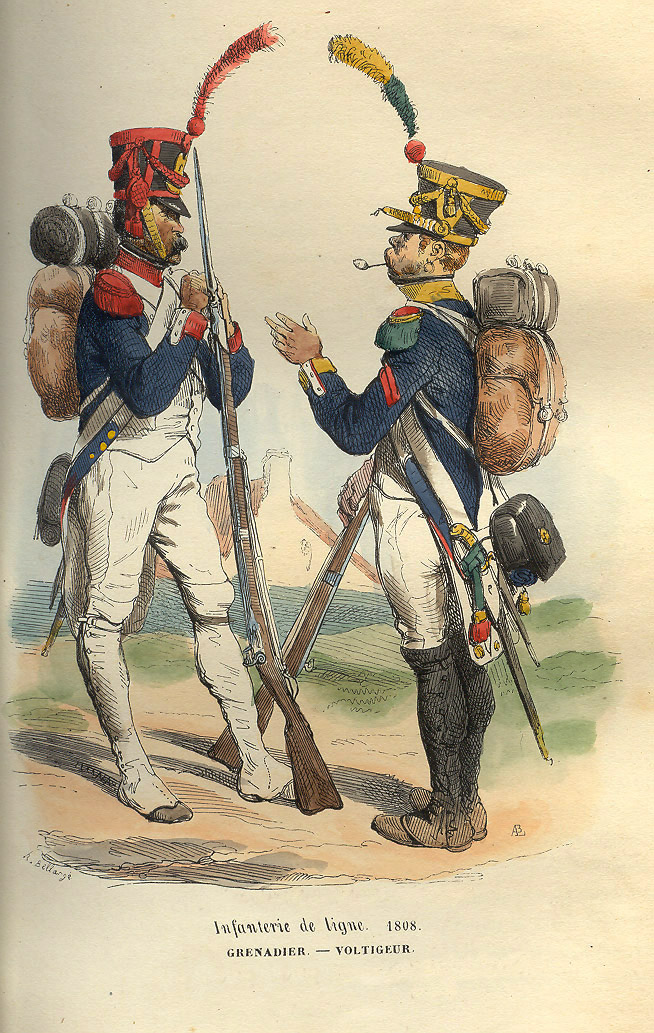
Un Granatiere della Fanteria di Linea francese a sinistra e un Volteggiatore a destra circa 1808

I Volteggiatori traggono la loro origine dai reggimenti di cacciatori che si diffusero tra gli eserciti europei dalla metà del XVIII secolo. Si distinguevano per combattere non in ranghi serrati, in colonna o in linea, ma in ordine sparso: poiché quest'ultimo tipo di combattimento risultò molto funzionale, proprio nell'era napoleonica, questo tipo di truppe iniziò, non solo a formare particolari tipi di fanteria, tra i quali quella leggera, ma ad unirsi alle truppe tradizionali. Infatti nel 1804, Napoleone ordinò che i più piccoli e più agili uomini dei Battaglioni di Linea fossero scelti per formare una Compagnia di Volteggiatori. Queste truppe erano seconde in scala gerarchica solo ai Granatieri, considerate anch'esse truppe di "elite". Il loro nome è dovuto al loro compito originario. I Volteggiatori erano nati per affrontare la Cavalleria nemica "volteggiando", saltando, sopra i cavalli nemici, una fantasiosa idea che in combattimento non ebbe successo. Nonostante ciò, i Volteggiatori svolsero pregevolmente i propri compiti, fornendo fuoco "skermish", letteralmente da scaramuccia, cioè poco intenso, ma lungo e diffuso, che alla lunga infastidiva il nemico fiaccandone il morale: spesso infatti venivano schierati in ordine sparso davanti alle truppe normali disposte in formazione, creando a loro favore uno schermo di fuoco leggero ma fastidioso. Inoltre, spesso, queste truppe fornivano gli esploratori per ciascun Battaglione. Nell'addestramento dei Volteggiatori l'enfasi era posta sull'abilità nel tiro e sulla rapidità di movimento e di ricarica.
I Volteggiatori erano equipaggiati con bicorno con un pon-pon giallo o verde. Dopo il 1807, furono dotati di sciaccò con nastri gialli, sormontato da un pennacchio giallo-verde, spalline verdi con la parte superiore gialla e un colletto giallo. Come i granatieri avevano due ampie tracolle, una per la cartucciera e l'altra per spada e baionetta.
Originariamente, i Volteggiatori erano equipaggiati con una carabina o moschetto corto, chiamato dragon a causa del fumo che emetteva al momento dello sparo, ma successivamente, come il resto della truppa, furono equipaggiati con un Moschetto Charleville del 1777 a baionetta. Come i Granatieri, i Volteggiatori erano equipaggiati con una spada corta per il combattimento ravvicinato, ma raramente utilizzata. Dopo il 1808, la Compagnia di Volteggiatori era posizionata sulla sinistra della linea di battaglia. Questa era tradizionalmente la seconda più importante posizione d'onore nello schieramento, anche se come detto, durante la battaglia spesso venivano mandati davanti in ordine sparso.

## Fanteria Leggera
Nonostante la Fanteria di Linea sostenesse la parte maggiore degli sforzi della Fanteria della Grande Armée, la Fanteria Leggera giocò un ruolo importante. Ciò nonostante i Reggimenti di Fanteria Leggera non furono mai più di 35, anche perché le truppe di Linea ne potevano eseguire, tutte, le stesse manovre.
L'addestramento per le unità di Fanteria Leggera pose più enfasi sull'accuratezza della mira, sulla velocità dei movimenti e nella ricarica. Come risultato infatti, questi soldati erano in grado di sparare con maggior precisione, e di muoversi molto più velocemente rispetto alla controparte della Fanteria di Linea. I Reggimenti di Fanteria Leggera inoltre tendevano a partecipare maggiormente alle azioni belliche e spesso venivano utilizzati per svolgere anche grandi manovre. Le truppe della Légère avevano un maggior "espirt de corp", spirito di corpo, ed erano note, sia per il loro coraggio, che per le loro uniformi sgargianti: ecco perché i comandanti militavano più spesso nella Fanteria Leggera rispetto alla Fanteria di Linea. Anche agli uomini delle truppe di Fanteria Leggera era richiesto essere più bassi rispetto agli uomini delle truppe di Linea, infatti questo aiutava a muoversi più velocemente attraverso le foreste rimanendo nascosti dietro gli ostacoli nel corso delle scaramucce. I battaglioni di Fanteria Leggera erano esattamente lo specchio dei Battaglioni di Fanteria di Linea, ma con la differenza che i Granatieri erano sostituiti dai Carabinieri e i Fucilieri dai Cacciatori.

### Cacciatori
I Cacciatori erano i Fucilieri del Battaglione Leggero. Costituivano la maggioranza della formazione. Erano armati con il Moschetto Charleville del 1777 a baionetta, e una corta spada per il combattimento ravvicinato. Era comune nell'esercito napoleonico che quest'ultima arma fosse per lo più usata per tagliare la legna per il fuoco.
Dal 1803, ciascun battaglione era formato da 8 Compagnie di Cacciatori. Ciascuna di esse includeva 120 uomini. Nel 1808, Napoleone riorganizzò i Battaglioni di Fanteria portandoli da 9 a 6 Compagnie. Le nuove compagnie erano molto più grandi, e comprendevano 140 uomini, e un quarto di questi erano Cacciatori.
I Cacciatori vantavano uniformi molto più elaborate di quelle dei Fucileri. Fino al 1806, erano equipaggiati con uno sciaccò cilindrico dotato di una grande piuma verde scura decorata con un cordiglio bianco. L'uniforme era di un blu più scuro di quello utilizzato nei Reggimenti di Linea per favorirne il camuffamento nel corso delle scaramucce. La giubba era simile a quella delle truppe di Linea, ma i loro risvolti e baveri erano anch'essi blu scuro con spalline verdi a bordi rossi. Indossavano anche sottogiacca bianca o blu, pantaloni blu scuro e corte ghette che potevano stare sopra o sotto i pantaloni. Dopo il 1807, lo sciaccò cilindrico fu rimpiazzato con lo sciaccò standard, ma ancora abbellito con il cordiglio bianco. Come per la Fanteria di Linea, le compagnie di Cacciatori si distinguevano dai pon-pon colorati, ma il colore per le differenti compagnie cambiava da reggimento a reggimento.

### Carabinieri
I Carabinieri ricoprivano nella Fanteria Leggera il medesimo ruolo che i Granatieri ricoprivano nella Fanteria di Linea. Dopo due campagne militari, i più alti e coraggiosi Cacciatori erano scelti per essere arruolati nella Compagnia Carabinieri. Svolgevano il ruolo di truppe d'assalto del Battaglione. Così come ai Granatieri, anche ai Carabinieri era richiesto di portare i baffi. Erano armati con Moschetto Charleville del 1777, una baionetta e una spada corta. L'uniforme dei Carabinieri consisteva di un alto colbacco, sostituito nel 1807 da uno sciaccò a linee rosse con una piuma rossa. Indossavano la stessa uniforme dei Cacciatori, ma con le spalline rosse. Le Compagnie Carabinieri potevano essere distaccate al fine di formare un'unica formazione di Carabinieri d'assalto o per altre operazioni che richiedessero truppe d'assalto.

### Volteggiatori
I Volteggiatori svolsero esattamente gli stessi compiti nella Fanteria Leggera che già svolgevano nella Fanteria di Linea, solo che erano più agili e ospitavano i migliori tiratori. Quelli della Fanteria Leggera erano vestiti come i Cacciatori, ma con spalline gialle e verdi, e, prima del 1806, con un colpack, o busby, rimpiazzato poi dallo sciaccò. Il colpack aveva una lunga piuma gialla e rossa e cordini verdi. Dopo il 1807, lo shackò fu rimpiazzato con il colpack, con un grosso pennacchio rosso a linee gialle. Così come i Volteggiatori dei Battaglioni di Linea, i Volteggiatori dei Battaglioni di Fanteria Leggera potevano essere distaccati e usati per creare formazioni più grandi a seconda della necessità.

## Ordine di battaglia
Nel corso della battaglia i Reggimenti di Fanteria manovravano secondo formazioni diverse in base a qual era il principale obiettivo dello scontro.
Ordine sottile
Le truppe venivano fatte schierare su poche linee, in modo da allargare il più possibile il fronte. Ciò garantiva una ottimizzazione della potenza di fuoco che, con tale formazione, raggiungeva il suo massimo.
Ordine profondo
Si costituivano colonne d'assalto con il compito di creare brecce nello schieramento avversario sfruttando la forza d'urto e l'impeto della massa di fanteria che attaccava con la baionetta. La fanteria francese era particolarmente temuta per il vigore degli assalti e gli avversari parlavano di "furia francese".
Ordine misto
All'ordine sottile, in grado di sfruttare la potenza di fuoco contro l'avversario, e intervallando alcune colonne d'assalto, tipiche dell'Ordine profondo, in modo da disporre di truppe di pronto intervento nel caso si fosse trattato di fornire appoggio dove il proprio schieramento fosse stato in difficoltà, sia di poter attaccare nei punti in cui lo schieramento avversario avesse dimostrato di essere in crisi.
Quadrato
Quando si trattava di difendersi da un assalto di cavalleria, ci si disponeva a quadrato, in modo da creare una singola massa irta di baionette che gli avversari non potevano affrontare direttamente, obbligandoli ad arrestare l'impeto della carica ed esponendosi al fuoco avversario.
Ordine romboidale
Quando si avvicinava la fanteria leggere e si era su una collina ci si disponeva in questo ordine che consisteva in un quasi-quadrato inclinato. Le truppe sparavano da ogni lato e la cavalleria poteva facilmente muoversi intorno a esso.